# Jewgeni Witaljewitsch Solowjow
Jewgeni Witaljewitsch Solowjow (russisch Евгений Витальевич Соловьёв; * 14. Februar 1992 in Nowouralsk) ist ein russischer Eishockeyspieler, der seit November 2017 bei Tsen Tou Jilin in der Wysschaja Hockey-Liga unter Vertrag steht.

## Karriere
Jewgeni Solowjow begann seine Karriere als Eishockeyspieler in der Nachwuchsabteilung des HK Metallurg Magnitogorsk, für dessen zweite Mannschaft er in der Saison 2008/09 in der drittklassigen Perwaja Liga aktiv war. Ab der Saison 2009/10 spielte er für das Juniorenteam Stalnyje Lissy Magnitogorsk in der multinationalen Nachwuchsliga Molodjoschnaja Chokkeinaja Liga und gewann mit seiner Mannschaft auf Anhieb den Charlamow-Pokal. Nach zwei weiteren Jahren bei Stalnyje Lissy Magnitogorsk in der MHL wurde der Angreifer zur Saison 2012/13 vom HK Donbass Donezk aus der Kontinentalen Hockey-Liga verpflichtet. Für die Profimannschaft von Donbass kam elfmal zum Einsatz, ehe er im Dezember 2012 zu Juschny Ural Orsk in die Wysschaja Hockey-Liga wechselte.

## Erfolge und Auszeichnungen
- 2010 Charlamow-Pokal-Gewinn mit Stalnyje Lissy Magnitogorsk